# Bartolomeo Cavaceppi

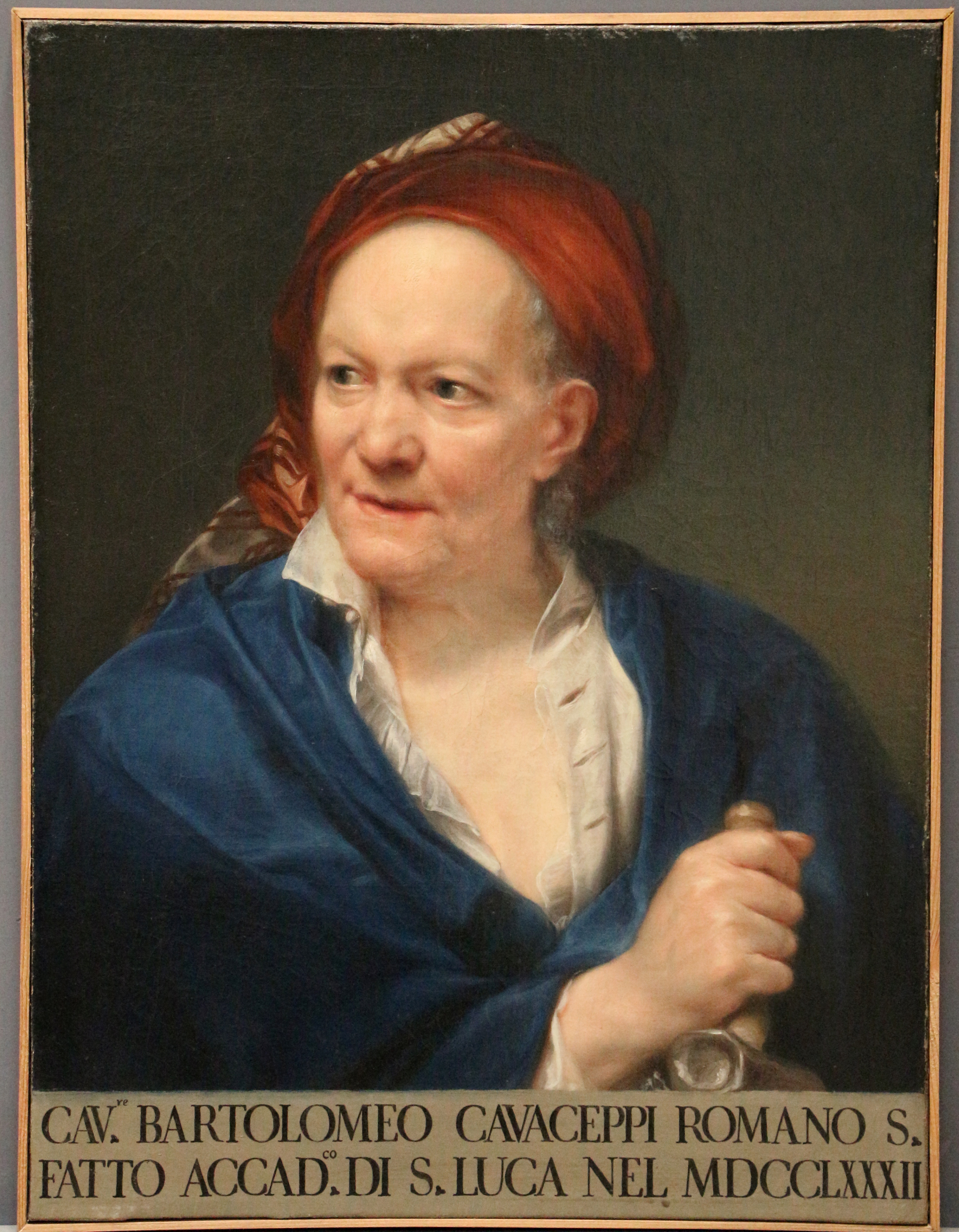
Ritratto di Bartolomeo Cavaceppi, Accademia di San Luca

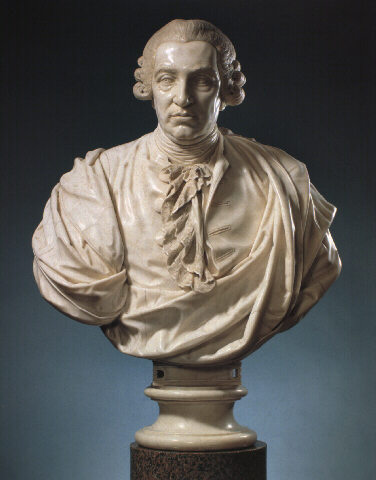
Agostino Paradisi, 1780

Bartolomeo Cavaceppi (Roma, 1715-1717 – 9 dicembre 1799) è stato uno scultore e restauratore italiano.

## Biografia
Se dobbiamo credere alla testimonianza dello stesso Cavaceppi nel 1729 egli entrò nello studio dello scultore francese Pierre-Étienne Monnot. Tale dato va però preso con una certa prudenza. I documenti attestano che Cavaceppi fu allievo dello scultore Carlo Antonio Napolioni. Nel 1732 prese parte al concorso Clementino di scultura indetto dall'Accademia di S. Luca, realizzando un modello copiato dall'Abacuc di Gian Lorenzo Bernini. Ben presto si affermò come restauratore di fama internazionale, grazie anche all'appoggio del cardinale Alessandro Albani, il principale antiquario di Roma, del quale dal 1734 curò la prestigiosa collezione di opere antiche.
Il rapporto con il prelato gli permise di ottenere numerose commissioni da parte di molti viaggiatori stranieri di passaggio a Roma, in particolare di collezionisti britannici che volevano dare vita a raccolte dopo essere tornati in patria.
Nel clima di mania antiquaria, tipico della metà del XVIII secolo, il suo atelier di restauro fu frequentato dai più noti collezionisti d'Europa, fra cui Federico II di Prussia e Caterina II di Russia. Fu anche amico del Winckelmann, che accompagnò nel suo ultimo viaggio in Germania nel 1768.
I suoi lavori di restauro sulle sculture più importanti dei Musei Capitolini, sotto i pontificati di Papa Benedetto XIV e Clemente XIII, sono descritti nell'opera Raccolta d'antiche statue, busti, teste cognite..., Roma 1769-1772.
Raramente firmò i suoi lavori; alcune delle sue statue erano note per essere state realizzate su suo disegno, altre venivano confuse con antichità originali. L'attività di scultore del Cavaceppi si concentrò soprattutto nelle copie di statue antiche, anche se produsse opere originali, quali Carlo I, Cerere, Diana, Federico II, ispirate all'emergente stile neoclassico.